# Logica pull
Si parla di logica pull quando lo svolgimento di un generico processo (inteso come sequenza di attività) avviene guardando indietro, cioè lo svolgimento dell'attività a valle trascina quella a monte (in inglese pull). 
In particolare, per quanto riguarda un processo di produzione, si parla di logica pull quando la decisione di implementare la produzione di un dato bene in una determinata quantità, cioè di dare il via a tutta la sequenza di attività a partire dall'approvvigionamento, avviene a posteriori rispetto all'insorgere di un fabbisogno. Si contrappone alla logica push.

Tale terminologia viene usata spesso per indicare la tecnica di alimentazione dei processi produttivi.
È una logica di produzione in cui si cerca di produrre esattamente quanto richiede il mercato, sia sotto il profilo quantitativo che qualitativo.
Tale logica richiede anche una soluzione soddisfacente alla rapidità di consegna, occorre organizzare tutta una catena di fornitura logistica di tipo just in time nella quale i tempi di risposta della produzione sono rapidi nel seguire una domanda che varia in continuazione.